# Beeinflussung (Elektrotechnik)
Unter Beeinflussung versteht man in der Elektrotechnik, das Verändern von magnetischen oder elektrischen Feldern durch andere von außen einwirkende Felder derselben Art. Beeinflussung kann gewollt oder ungewollt auftreten. Das Verhindern ungewollter Beeinflussungen ist Kernaspekt der Elektromagnetischen Verträglichkeit.

## Beeinflussung im Eisenbahnwesen
Bei der Eisenbahn tritt eine ungewollte Beeinflussung oft an elektrifizierten Strecken auf. Durch hohe Ströme, die etwa durch den Fahrstrom der Oberleitung und die Schienen geführt werden oder durch Drehstromsysteme der Fahrzeuge werden sehr starke elektrische und magnetische Felder erzeugt, die Spannungen in anderen elektrischen Anlagen, wie der Telekommunikation oder der Leit- und Sicherungstechnik erzeugen. Durch die Beeinflussung können Signale verfälscht werden, beispielsweise durch ungewollt angesteuerte Relais. Deswegen ist der Beeinflussung vorzubeugen, beispielsweise durch die Verwendung von Kabeln mit Reduktionsfaktor und das richtige Erden betreffender Anlagen.